# Polimery fluorowe
Polimery fluorowe – zwyczajowa nazwa polimerów zawierających w swych merach wiązania C−F. Otrzymywane są przez polimeryzację fluoroalkenów lub ich kopolimeryzację z innymi fluoroalkenami lub innymi monomerami. Mają dobrą odporność chemiczną i termiczną. Stosowane są m.in. jako uszczelki. Najdawniej otrzymanym polimerem z tej grupy jest poli(tetrafluoroetylen), znany od lat 1960.
Przykładowe monomery wykorzystywane do produkcji polimerów fluorowych:
- tetrafluoroetylen CF2=CF2
- heksafluoropropylen CF2=CF−CF3
- trifluorochloroetylen CF2=CFCl
- fluorek winylu CH2=CHF
- fluorek winylidenu CH2=CF2
- fluorek perfluorowinylosulfonylu CF2=CFSO2F
- fluorek perfluoro(winyloksy)izopropoksyetylenosulfonylu CF2=CF−O−CF2CF(OCF2CF2SO2F)−CF3